# Gutshaus Losenrade

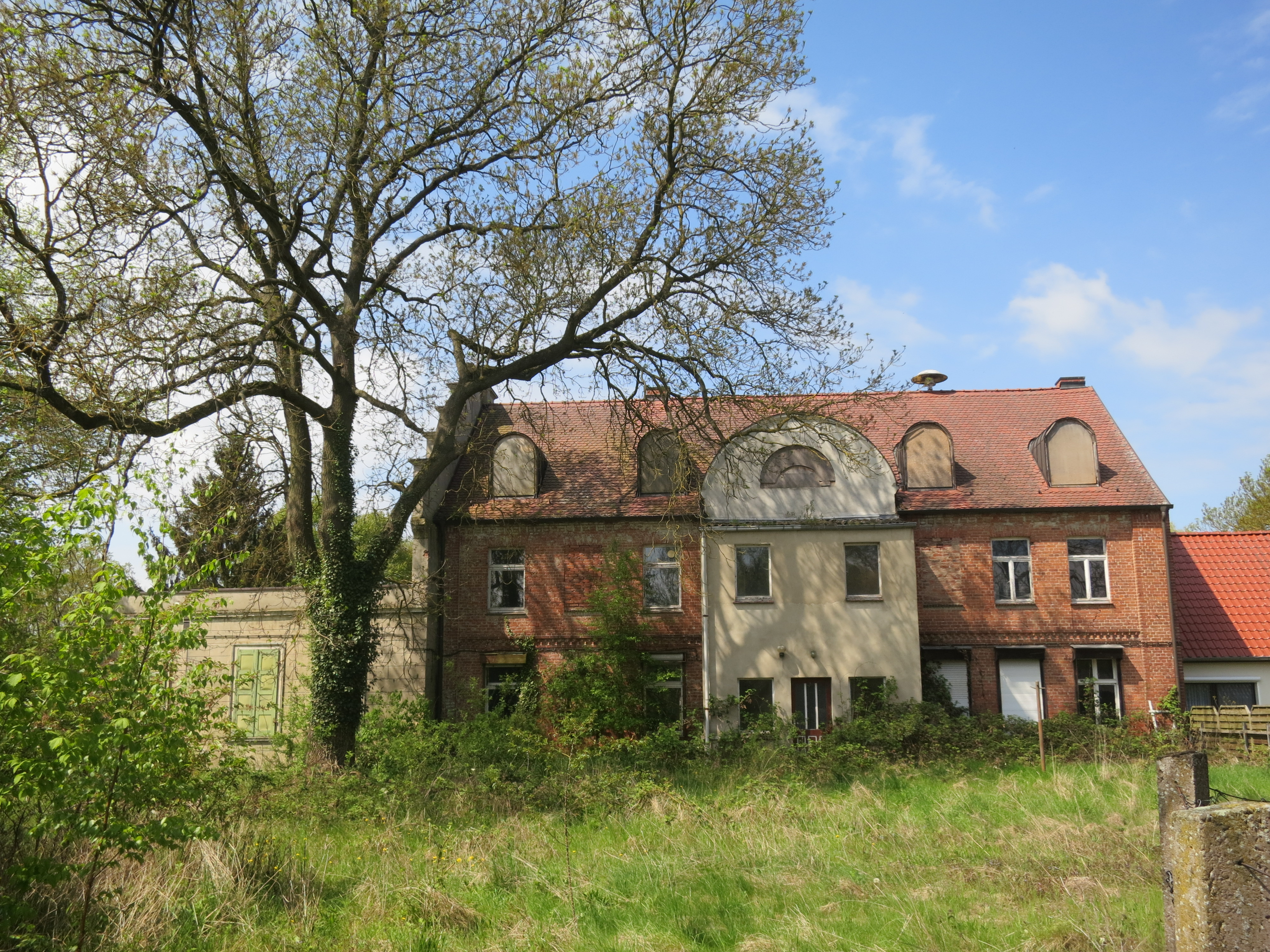
Gutshaus Losenrade, Eickerhöfe

Das Gutshaus Losenrade ist das Herrenhaus des ehemaligen Ritterguts im Losenrader Ortsteil Eickerhöfe. Es handelt sich um einen zweigeschossigen, nicht unterkellerten älteren Bau mit einem Anbau aus der Zeit um 1880. Zum Areal gehören auch Stall, Schuppen und Anbau sowie ein kleines Waldgrundstück. Lange Zeit befand es sich im Besitz der Familie von Grävenitz. Das achtachsige Gebäude aus Backstein-Mauerwerk stand zeitweise leer, befand sich aber im Februar 2023 in Sanierung. Markant gegliedert wird es durch einen Risalit mit bekrönendem Giebel, Dachgauben, einen Fries, der Erdgeschoss und Obergeschoss trennt, und durch einen Treppengiebel an der Südseite. In der zweiten Hälfte des 20. Jahrhunderts wurde das Gebäude zu einem Mehrfamilienhaus umgebaut. Im Anbau befinden sich Reste von Holzverkleidungen und Stuckarbeiten. Heute sind die Bauten des ehemaligen Ritterguts in ihrer Gesamtheit als Baudenkmal in der Liste der Kulturdenkmale in Seehausen (Altmark)#Losenrade unter der Nummer 094 36446 eingetragen.